# 핼 하틀리

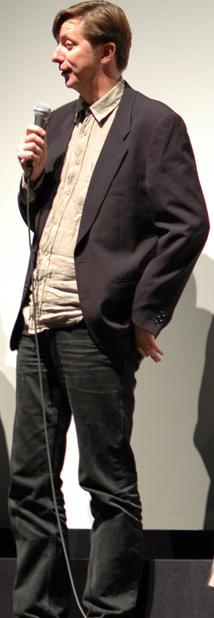

핼 하틀리(Hal Hartley, 1959년 11월 3일 ~ )는 미국의 영화 감독, 각본가, 영화 프로듀서, 작곡가이다. 1980년대와 1990년대의 미국 독립 영화 운동의 중요 인물이다.

## 참여 작품

### 장편 영화
- 심플 맨
- 민와일